# Leptodiaptomus ashlandi
Leptodiaptomus ashlandi is een eenoogkreeftjessoort uit de familie van de Diaptomidae. De wetenschappelijke naam van de soort is voor het eerst geldig gepubliceerd in 1893 door Marsh.